# David Irving
David John Cawdell Irving (ur. 24 marca 1938 w Brentwood) – brytyjski pisarz i publicysta, autor szeregu książek o tematyce historycznej, jeden z czołowych negacjonistów holokaustu.
Od późnych lat 60. do połowy lat 80. XX w., wydano kilkanaście jego książek popularnonaukowych o II wojnie światowej, które cieszyły się dużą poczytnością. Największą popularność zdobył opublikowanym w 1963 r. kontrowersyjnym bestsellerem The Destruction of Dresden. W pracy tej podał m.in. poważnie zawyżoną liczbę ofiar brytyjskich nalotów bombowych na Drezno w lutym 1945. Pośród negacjonistów Irving jest prawdopodobnie jedyną osobą, której przez pewien czas udało się utrzymać w opinii publicznej reputację szanowanego, choć kontrowersyjnego pisarza historycznego. Irving jest uważany przez niektórych za ikonę obozu rewizjonistów Holocaustu, jednak od czasu wytoczenia powództwa przeciwko Deborah Lipstadt, był coraz bardziej osamotniony. David Irving został skazany przez sąd austriacki na karę trzech lat więzienia za głoszenie swoich tez. Po spędzeniu w więzieniu ponad roku został przedterminowo zwolniony.

## Życiorys
Urodził się w Esseksie (Anglia); jego ojciec John James Cawdell Irving był oficerem Royal Navy, jego matka Beryl była ilustratorką. Podczas II wojny światowej jego ojciec służył na pokładzie lekkiego krążownika HMS „Edinburgh”. 2 maja 1942, podczas eskortowania konwoju QP11 na morzu Barentsa, krążownik został zatopiony przez niemiecki okręt podwodny U-456. Ojciec Irvinga przeżył, lecz po tym wydarzeniu zerwał wszystkie kontakty z żoną i dziećmi. W swoich publikacjach David Irving wykazywał tendencję do wyolbrzymiania szkód poniesionych w czasie II wojny światowej przez Niemcy i pomniejszania zbrodni hitlerowskich. Długo udawało mu się ignorować bardziej wnikliwe krytyki zawodowych historyków, i uchodził wśród czytelników masowych za dość solidnego popularyzatora historii, specjalistę od historii III Rzeszy. Irving był jednym z pierwszych, którzy w 1983 r. uznali tzw. Dzienniki Hitlera za fałszerstwo, choć i on zmienił zdanie w trakcie dyskusji i uznał autentyczność Dzienników. Po opublikowaniu w 1977 r. książki pt. Hitler’s War, pierwszej część biografii Hitlera, zawierających zaskakująco pozytywny obraz wodza III Rzeszy, historycy zaczęli dokładniej przyglądać się jego pracom. Opublikowano szereg niepochlebnych recenzji. Popularność Irvinga systematycznie spadała, a pogarszająca się reputacja sprawiała, że bardziej renomowane wydawnictwa odmawiały wydawania jego książek. W latach 80. Irving zaangażował się jawnie w działalność neonazistowskich ugrupowań, wygłaszając szereg odczytów o tematyce rewizjonistycznej, m.in. w Niemczech. W 1994 r. Amerykanka Deborah Lipstadt w książce Denying the Holocaust, oskarżyła Irvinga o fałszowanie historii i negowanie zbrodni holocaustu. Określiła Irvinga jako zwolennika Hitlera i jednego z najniebezpieczniejszych rewizjonistów.
W 1998 r. Irving wniósł do brytyjskiego sądu pozew o zniesławienie przeciwko Lipstadt i jej wydawcy – Penguin Books. Irving, który występował przed sądem osobiście, przegrał proces. Powołany przez obronę ekspert, oksfordzki historyk Richard Evans stwierdził m.in.:
Żadna z [jego] książek, artykułów, wypowiedzi, ani jeden ustęp, ani jedno zdanie nie jest godne zaufania jako wierny obraz przedmiotu jego publikacji. Wszystkie są kompletnie bezwartościowe jako dzieła historyczne.
 (Not one of [Irving’s] books, speeches or articles, not one paragraph, not one sentence in any of them, can be taken on trust as an accurate representation of its historical subject. All of them are completely worthless as history.)
Sentencja sądu brzmiała m.in.:
Powodowany swoimi poglądami ideologicznymi Irving systematycznie i z premedytacją zniekształcał i manipulował materiałem historycznym; z tych samych powodów przedstawił Hitlera w niemożliwym do usprawiedliwienia, pozytywnym świetle, przede wszystkim w związku z jego stosunkiem do Żydów i odpowiedzialnością za ich traktowanie; że aktywnie zaprzecza istnieniu holocaustu, że jest antysemitą i rasistą związanym z prawicowymi ekstremistami propagującymi neonazizm.
 (Irving has for his own ideological reasons persistently and deliberately misrepresented and manipulated historical evidence; that for the same reasons he has portrayed Hitler in an unwarrantedly favourable light, principally in relation to his attitude towards and responsibility for the treatment of the Jews; that he is an active Holocaust denier; that he is anti-Semitic and racist and that he associates with right-wing extremists who promote neo-Nazism.)
Wyrok, obciążający również Irvinga kosztami procesu doprowadził go do bankructwa.

## Podejrzenia o antypolonizm Irvinga
Irving opublikował kilka tez, za które oskarżono go o antypolonizm. Należy do nich zarzut wobec przyszłego papieża Jana Pawła II, że brał udział w tzw. masakrze bydgoskiej, podczas której Polacy rzekomo wymordowali 7 tys. Niemców (według większości historyków polskich była to dywersja niemiecka). W swoich publikacjach Irving wspominał również o Salomonie Morelu, którego nazywał „polskim masowym mordercą”.
W najnowszym wydaniu Hitler’s War można jednak znaleźć wiele odniesień do wydarzeń, o których Irving wprost pisze, że były antypolskimi prowokacjami zorganizowanymi przez Goebbelsa i innych współpracowników Hitlera.
David Irving został usunięty przez organizatorów, po konsultacji z prawnikami, z 52. Międzynarodowych Targów Książki w Warszawie (2007).
David Irving w swej książce „Niemiecka granica wschodnia. Ani Odra, ani Nysa: powrót niemieckiego wschodu” (Deutschlands Ostgrenze. Weder Oder noch Neiße: Die Rückkehr des deutschen Ostens) podważa polskie prawa do Ziem Zachodnich i Północnych, a jeden z rozdziałów jest zatytułowany „Bezprawie nie stanie się prawem” (Unrecht wird nicht zu Recht). Co więcej, według Irvinga niesprawiedliwa i nieważna jest nie tylko granica na Odrze i Nysie Łużyckiej, ale nawet granica polsko-niemiecka ustanowiona w traktacie wersalskim i w późniejszych decyzjach międzynarodowych, podjętych po I wojnie światowej. Jego zdaniem Niemcy mają zatem pełne prawo do granicy wschodniej z 1914 r., a zjednoczenie Niemiec z 1990 r. jest niepełne i będzie nim nie tylko bez Wrocławia czy Gdańska, ale również bez Poznania czy Katowic. Zjednoczenie Niemieckiej Republiki Demokratycznej z Republiką Federalną Niemiec było dla Irvinga powrotem do ojczyzny jedynie „Niemiec Środkowych” (Mitteldeutschland). Mimo że w języku polskim ukazały się liczne książki Irvinga na temat III Rzeszy, ta rewizjonistyczna publikacja nie tylko nie doczekała się przekładu, ale nie jest nawet wzmiankowana w polskiej literaturze na temat działalności historycznej brytyjskiego publicysty.
W 2010 roku redakcja magazynu „Nigdy Więcej” wydała oświadczenie protestujące przeciwko planowanej wizycie Irvinga w miejscach pamięci Zagłady Żydów znajdujących się na terenie Polski.

## Książki autorstwa Davida Irvinga
- The Destruction of Dresden (1963)
- The Mare’s Nest (1964)
- The Virus House (1967)
- The Destruction of Convoy PQ17
- Accident – The Death of General Sikorski (1967)
- Breach of Security (1968)
- The Rise and Fall of the Luftwaffe (1973)
- Hitler’s War (1977)
- The Trail of the Fox (1977)
- The War Path (1978)
- The War Between the Generals (1981)
- Uprising! (1981)
- The Secret Diaries of Hitlers Doctor (1983)
- The German Atomic Bomb: The History of Nuclear Research in Nazi Germany (1983)
- War Between the Generals (1996)
- Churchill’s War (1987)
- Destruction of Convoy PQ-17, reprint (1989)
- Göring (1989)
- Deutschlands Ostgrenze. Weder Oder noch Neiße: Die Rückkehr des deutschen Ostens (1990), 6 wydań
- Goebbels – Mastermind of the „Third Reich” (1996)
- Hitler’s War (1991), revised edition, incorporating The War Path
- Nuremberg: The Last Battle (1996)
- Churchill’s War Volume II: Triumph in Adversity (1997)
- Rommel: The Trail of the Fox, Wordsworth Military Library; Limited edition (1999)
- Hitler’s War and the War Path (2002)
- True Himmler (część 1) (2020)

### Wydania polskie
- Goebbels. Mózg Trzeciej Rzeszy, ISBN 83-909329-1-1, Galion, Gdynia 1999
- Norymberga. Ostatnia bitwa, ISBN 83-7186-092-7, Prima Agencja, 1999
- Tajne dzienniki lekarza Hitlera, ISBN 83-86379-39-1, Rachocki i S-KA, 1999
- Wypadek. Śmierć generała Sikorskiego, ISBN 83-86379-46-4, Rachocki i S-ka, 2000
- Marszałek Rzeszy Hermann Goering, ISBN 83-7200-654-7, Muza, 2001
- Wzlot i upadek Luftwaffe, ISBN 83-86379-42-1, Rachocki i S-ka, 2001
- Wojna generałów, ISBN 83-86379-43-X, Rachocki i S-ka, 2002
- Drezno. Apokalipsa 1945, ISBN 83-86379-73-1, Rachocki i S-ka, 2002
- Wojna Rudolfa Hessa, ISBN 83-86379-44-8, Rachocki i S-ka, 2002
- Wojna Hitlera, Prima Warszawa 1999
- Kryptonim „Virushaus”, Książka i Wiedza, Wydanie III 1975
- Wojna Hitlera, ISBN 978-83-60682-19-7, WinGert 2009 (Wydanie I)
- Wojna Göringa. Biografia Marszałka Rzeszy, ISBN 978-83-60682-33-3, WinGert 2011
- Wojna Hitlera, Wydawnictwo Arkadiusz Wingert 2012 (Wydanie II)[7]